# Viasa

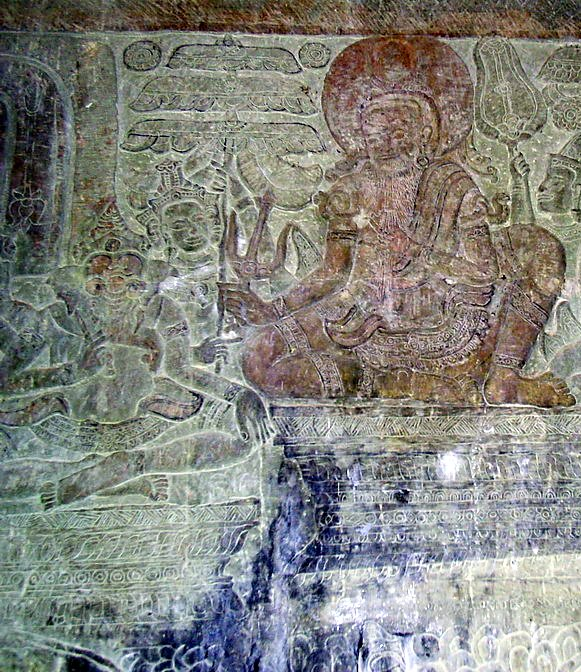
Viasa narrando o Maabárata para Ganexa, seu escrivão.

Críxena Devaipaiana (em sânscrito:  कृष्णद्वैपायन, transl. Kṛṣṇadvaipāyana), mais conhecido como Viasa (व्यासः, Vyāsaḥ, lit. "compilador", "organizador",) ou Veda Viasa (वेदव्यासः, Veda-vyāsaḥ, lit. "aquele que classificou o Vedas"), é o lendário compilador dos Vedas, organizador do Maabárata e autor dos Puranas, algumas das obras mais importantes da tradição hindu.

## Nome
O nome de nascimento de Viasa é Críxena Devaipaiana, que se refere à tonalidade escura de sua pele e também ao local de seu nascimento. Ele é frequentemente referido como "Veda Viasa" (Veda Vyāsa), pois acredita-se que ele tenha organizado o único Veda eterno em quatro partes — Rigueveda, Samaveda, Iajurveda e Atarvaveda.

### Etimologia
A palavra "Viasa" (Vyāsa) refere-se a "compilador", "aquele que compila, que organiza", e também significa "distribuição", "separação", "divisão" Outros significados são "dividir", "distinguir" ou "descrever." É também um título, dado a "um santo sábio ou um erudito piedoso," e aplica-se a "pessoas que se distinguem por seus escritos". O Víxenu Purana discorreu sobre a função de Viasa na cronologia hindu. O Víxenu Purana (Livro 3, cap. 3) diz:

Em toda era do terceiro mundo (ou Devapara), Víxenu, na pessoa de Viasa, para promover o bem da humanidade, divide o Veda, que é propriamente um, em muitas partes. Observando perseverança, energia e aplicação limitadas dos mortais, ele quadruplica o Veda, a fim de adaptá-lo às capacidades deles; e a forma corpórea que ele assume, de modo a efetuar tal classificação, é conhecida pelo nome de Veda-viasa. Dos diferentes Viasas no Manvantara atual e dos ramos que eles ensinaram, deves fazer uma descrição. 

Os Vedas foram arranjados vinte e oito vezes pelos grandes Rixis no Vaivasvata Manvantara […] e, consequentemente, vinte e oito Viasas passaram; por quem, nos respectivos períodos, o Veda foi dividido em quatro. A primeira […] distribuição foi feita pelo próprio Sevaiambu (Brama); na segunda, o organizador do Veda (Viasa) era Prajapati […] [e assim por diante, até o vigésimo oitavo]
Segundo Víxenu Purana, o filho do guru Drona, Aswatthama, deve se tornar o próximo sábio (isto é, o próximo Viasa) e dividirá o Veda no 29.º Ciclo Yuga do 7.º Manvantara.